# Blair (Wisconsin)
Blair és una població dels Estats Units a l'estat de Wisconsin. Segons el cens del 2000 tenia 1.273 habitants.

## Demografia
Segons el cens del 2000, Blair tenia 1.273 habitants, 533 habitatges, i 305 famílies. La densitat de població era de 455,1 habitants per km².
Dels 533 habitatges en un 24,8% hi vivien nens de menys de 18 anys, en un 46,9% hi vivien parelles casades, en un 6,8% dones solteres, i en un 42,6% no eren unitats familiars. En el 37,9% dels habitatges hi vivien persones soles el 21,2% de les quals corresponia a persones de 65 anys o més que vivien soles. El nombre mitjà de persones vivint en cada habitatge era de 2,21 i el nombre mitjà de persones que vivien en cada família era de 2,92.
Per edats la població es repartia de la següent manera: un 21,7% tenia menys de 18 anys, un 7,1% entre 18 i 24, un 24,4% entre 25 i 44, un 18,2% de 45 a 60 i un 28,5% 65 anys o més.
L'edat mediana era de 42 anys. Per cada 100 dones de 18 o més anys hi havia 85,7 homes.
La renda mediana per habitatge era de 30.769 $ i la renda mediana per família de 41.292 $. Els homes tenien una renda mediana de 27.297 $ mentre que les dones 20.750 $. La renda per capita de la població era de 16.253 $. Aproximadament el 3,3% de les famílies i el 9,6% de la població estaven per davall del llindar de pobresa.

## Poblacions més properes
El següent diagrama mostra les poblacions més properes.